# Eulepidotis rectimargo
Eulepidotis rectimargo là một loài bướm đêm trong họ Erebidae.